# Percina crypta
Percina crypta és una espècie de peix pertanyent a la família dels pèrcids.

## Descripció
- Pot arribar a fer 7,3 cm de llargària màxima.[4][5]

## Hàbitat
És un peix d'aigua dolça, pelàgic, de clima temperat (18 °C-20 °C) i associat al macròfit Podostemum ceratophyllum.

## Distribució geogràfica
Es troba a Nord-amèrica: és un endemisme de les conques dels rius Flint (Geòrgia) i Chattahoochee (Alabama i Geòrgia).

## Observacions
És inofensiu per als humans.